# Stazione di Okamachi
La stazione di Okamachi (岡町駅?, Okamachi-eki) è una stazione delle Ferrovie Hankyū sulla linea Takarazuka situata a Toyonaka.